# Sân bay Poznań-Ławica
Sân bay Poznań-Ławica (IATA: POZ, ICAO: EPPO) là một sân bay ở Ba Lan. Sân bay này được xây dựng năm 1913, là một trong những sân bay sớm nhất Ba Lan. Sân bay này nằm cách trung tâm Poznań 7 km về phía tây.

## Các hãng hàng không và các tuyến điểm
- Centralwings (Palma de Mallorca, Rhodes, Rome-Ciampino)
- Jet Air (Kraków)
- LOT Polish Airlines (Frankfurt, Munich, Łódź, Brussels)
  - vận hành bởi EuroLOT (Warsaw, Zielona Góra)
- Lufthansa
  - vận hành bởi Augsburg Airways (Munich)
  - vận hành bởi Lufthansa CityLine (Frankfurt)
- Ryanair (Bristol, Dublin, East Midlands, Edinburgh [begins 24 September], Girona, Liverpool, London-Stansted)
- Scandinavian Airlines System (Copenhagen)
- Wizz Air (Doncaster/Sheffield, Dortmund, Glasgow-Prestwick, London-Luton, Malmö, Oslo-Torp, Stockholm-Skavsta)